# موراوویل (لوئیزیانا)
موراوویل (به انگلیسی: Moreauville) شهری در ایالت لوئیزیانا کشور ایالات متحده آمریکا است که جمعیت آن در سرشماری سال ۲۰۱۰ میلادی، ۹۲۹ نفر بوده‌است.